# محمد ستاری‌فر
محمّد ستّاری‌فر (زاده ۱۳۳۱ در اصفهان) اقتصاددان نهادگرا، فعال سیاسی اصلاح طلب و عضو دفتر سیاسی جبهه مشارکت ایران اسلامی، معاون و قائم مقام سازمان برنامه و بودجه در کابینهٔ دوم میرحسین موسوی، رئیس سازمان تأمین اجتماعی بین سال‌های ۱۳۷۶ تا ۱۳۸۰، معاون رئیس‌جمهور و رئیس سازمان مدیریت و برنامه‌ریزی در دولت خاتمی بین سال‌های ۱۳۸۰ تا ۱۳۸۳ بود.
ستاری‌فر از طراحان تشکیل وزارتخانه رفاه و تأمین اجتماعی، از مؤسسان بنیاد باران و از اعضای شورای ملی صلح و همچنین از حامیان اقتصادی حسن روحانی در انتخابات ریاست‌جمهوری سال ۱۳۹۲ بوده‌است.
وی استاد تمام دانشکده اقتصاد دانشگاه علامه طباطبایی است که برنامه چهارم توسعه کشور را که به یکی از جنجالی‌ترین مسائل کشور تبدیل شد، در زمان ریاست وی بر سازمان مدیریت تهیه شده بود.

## زندگیِ سیاسی
محمّد ستّاری‌فر پس از پایان مقطع ابتدایی و متوسط راهی آمریکا شد و در رشته اقتصاد با گرایش برنامه‌ریزی و توسعه در یکی از دانشگاه‌های این کشور مشغول به تحصیل شد.
ستاری‌فر به مدت ۴ سال و نیم معاون و قائم مقام سازمان برنامه و بودجه در دولت میر حسین موسوی را برعهده داشت و چند سال نیز رئیس هیئت مدیره و مدیرعامل سازمان تأمین اجتماعی بود.
آخرین مسئولیت اجرایی وی، ریاست سازمان مدیریت و برنامه‌ریزی به مدت سه سال و نیم در دولت هشتم بود. ستاری‌فر عضو دفتر سیاسی جبهه مشارکت و نیز عضو هیئت علمی دانشکده اقتصاد دانشگاه علامه طباطبایی بود. . ایشان توسط رئیس وقت دانشگاه علامه طباطبایی سید صدرالدین شریعتی به صورت ناخواسته از دانشگاه علامه طباطبایی بازنشسته شد.

## فعالیت‌های اجرائی
- معاون آموزش دانشگاه (۱۳۶۲ تا ۱۳۶۴)
- معاون سازمان برنامه و بودجه (۱۳۶۴ تا ۱۳۶۸)
- مدیر گروه آموزشی (۱۳۷۰ تا ۱۳۷۶) و (۱۳۸۴ تا کنون)
- رئیس سازمان تأمین اجتماعی (۱۳۷۶ تا ۱۳۸۰)
- معاون رئیس‌جمهور و رئیس سازمان مدیریت و برنامه‌ریزی کشور (۱۳۸۰ تا ۱۳۸۳)

## فعالیت‌های علمی و پژوهشی
- تألیف کتاب سرمایه و توسعه
- چاپ مقالات علمی و اجرائی در فصل‌نامه‌ها
- استاد راهنمای ۱۵ پایان‌نامه
- استاد مشاور ۲۰ پایان‌نامه

## فعالیت‌های فرهنگی و اجتماعی
- عضویت در سَمَن‌های علمی، فرهنگی و اجتماعی
- عضویت در شوراهای علمی، فرهنگی و اجتماعی
- عضویت در شورای فرهنگی دانشکده و دانشگاه

## سابقه عضویت در هیأت امنای دانشگاه‌ها و مراکز آموزش عالی
- دانشگاه علامه طباطبائی (۱۳۸۲ تا ۱۳۸۵)
- دانشگاه تربیت مدرس (۱۳۸۱ تا ۱۳۸۴)
- دانشگاه زابل (۱۳۸۳ تا ۱۳۸۵)